# Grądy Zalewne
Grądy Zalewne – wieś w Polsce położona w województwie mazowieckim, w powiecie wyszkowskim, w gminie Długosiodło. Ma status sołectwa. Leży w sąsiedztwie rzeki Narew.
Wieś Grądy Zalewne jest położona w północno-wschodniej Polsce w Nizinie Północnomazowieckiej, Puszcza Biała, Dolina Dolnej Narwi.
Wierni Kościoła rzymskokatolickiego należą do parafii św. Stanisława Biskupa i Męczennika w Lubielu.

## Historia
Według Powszechnego Spisu Ludności z 1921 roku wieś zamieszkiwało 97 osób, 80 było wyznania rzymskokatolickiego, 8 ewangelickiego a 9 mojżeszowego. Jednocześnie 80 mieszkańców zadeklarowało polską przynależność narodową, 8 niemiecką a 9 żydowską. Było tu 18 budynków mieszkalnych. Miejscowość należała do parafii rzymskokatolickiej w m. Lubiel i ewangelickiej w Paproci Dużej. Podlegała pod Sąd Grodzki w Ostrowi i Okręgowy w Łomży; właściwy urząd pocztowy mieścił się w Długosiodle.
W wyniku agresji III Rzeszy na Polskę we wrześniu 1939 wieś znalazła się pod okupacją niemiecką i do wyzwolenia weszła w skład Landkreis Ostenburg Regierungsbezirk Zichenau (rejencja ciechanowska).